# إدمون سومنر
إدمون سومنر (31 ديسمبر 1995 في الولايات المتحدة - ) (بالإنجليزية: Edmond Sumner)‏ هو لاعب كرة سلة أمريكي في مركز هجوم خلفي. لعب مع إنديانا بايسرز وXavier Musketeers men's basketball ‏.

## وصلات خارجية
- إدمون سومنر على موقع الدوري الأوروبي لكرة السلة (الإنجليزية)
- إدمون سومنر على موقع إن بي أي (الإنجليزية)
- إدمون سومنر على موقع سبورتس رفرنس (الإنجليزية)
- إدمون سومنر على موقع كرة السلة الأوروبية.كوم (الإنجليزية)
- إدمون سومنر على موقع إي إس بي إن.كوم (الإنجليزية)
- إدمون سومنر على موقع كلية كرة السلة في سبورتس رفرنس.كوم (الإنجليزية)
- إدمون سومنر على موقع ريلجم (الإنجليزية)
- إدمون سومنر على موقع بروبوليرز (الإنجليزية)
- إدمون سومنر على موقع سبورتس رفرنس (الإنجليزية)
- إدمون سومنر على موقع سبورتس رفرنس (الإنجليزية)